# Henri Le Paige
Henricus Joannes Maria (Henri) Le Paige (Herentals, 21 november 1806 – aldaar, 13 mei 1848) was een Belgisch notaris en politicus.

## Levensloop
Le Paige groeide op in een vooraanstaande Herentalse familie. Zijn vader (Josse) was advocaat en vrederechter van beroep. Het gezin was woonachtig op domein Ter Veste (heden bekend als 'Kasteel Le Paige'). Bij de geboorte van Henri liet zijn vader 30 zomereiken plantte aan het domein aan de Nederrij.
Le Paige zelf werd notaris. Omstreeks 1820-'30 liet hij de lusthof van het domein aanleggen, ook gaf hij opdracht tot de eerste aanplanting van het (latere) arboretum. Tevens was hij politiek actief. In 1836 volgde hij Lodewijk Heylen op als burgemeester van Herentals, een functie die hij zou uitoefenen tot aan zijn dood. Hij werd in deze hoedanigheid opgevolgd door Joannes de Limpens.
Zijn zoon (Remi) - die amper vier jaar was toen zijn vader stierf - trad in zijn politieke voetsporen en ook zijn neef (Jan-Baptist) was politiek actief.